# Loranzè
Loranzè là một đô thị ở tỉnh Torino trong vùng Piedmont, có vị trí cách khoảng 40 km về phía bắc của Torino. Tại thời điểm ngày 31 tháng 12 năm 2004, đô thị này có dân số 1.057 người và diện tích là 4,2 km².
Loranzè giáp các đô thị: Fiorano Canavese, Salerano Canavese, Samone, Lugnacco, Colleretto Giacosa, và Parella.